# Dah (chef)
Pour les articles homonymes, voir Dah.
Dah (ou encore Dada) est l’appellation attribué au chef de village, au dignitaire et roi des royaumes du Pays-Adja ouest (Dahomey, Porto-Novo, Allada).
Historiquement le nom vient de Edah qui représente les dirigeants de la cour de l’aîné.
Le rôle des dah est plus économique, ils s’occupent des relations diplomatiques et financières auprès des Gnigbanfios.